# Verwaltungsgemeinschaft Lützen-Wiesengrund
La comunità amministrativa di Lützen-Wiesengrund (Verwaltungsgemeinschaft Lützen-Wiesengrund) si trovava nel circondario Burgenlandkreis nella Sassonia-Anhalt, in Germania. È stata soppressa il 1º gennaio 2011.

## Suddivisione
Dal 1º gennaio 2010 comprendeva 1 città e 3 comuni:
- Lützen (città)
- Dehlitz
- Sössen
- Zorbau

Capoluogo e centro maggiore era Lützen.